# Antonio Ortuño

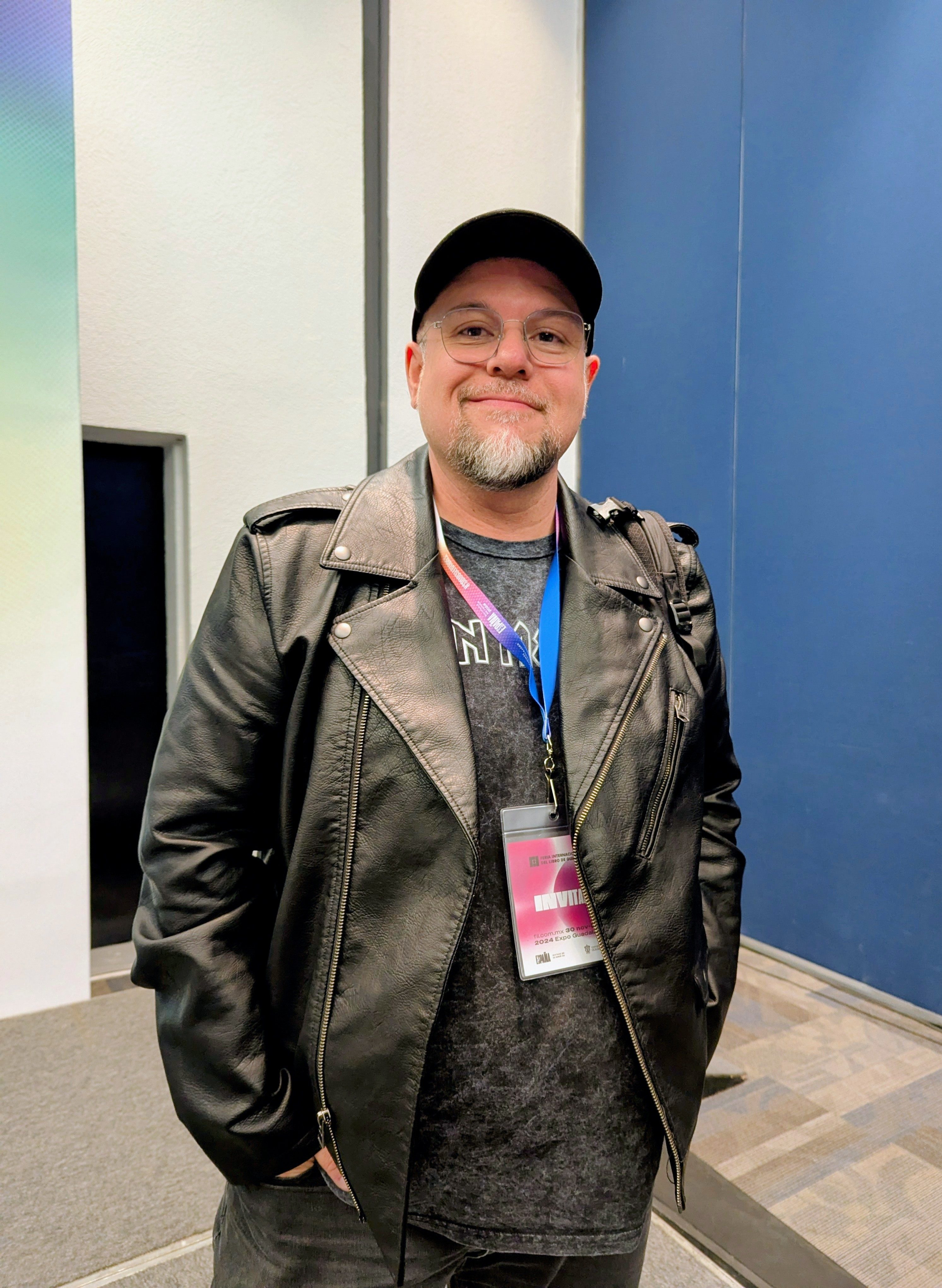
Antonio Ortuño

Antonio Ortuño Sahagún (geboren 1976 in Zapopan) ist ein mexikanischer Journalist und Schriftsteller. Das Magazin Granta Books setzte Ortuño 2010 auf die Liste der bedeutendsten jungen spanischsprachigen Schriftsteller.

## Leben
Antonio Ortuño ist Nachkomme eingewanderter republikanischer Spanier. Er arbeitete einige Jahre für die Zeitung Milenio. Außerdem schreibt er Beiträge für Kulturmagazine wie Letras Libres und La Tempestad.
Sein erster Roman, El buscador de cabezas erschien 2006 und wurde von der Zeitung Reforma zum besten Debüt des Jahres gewählt. Sein Stil wird durch Sarkasmus, schwarzen Humor und explizite, teils ins Groteske übersteigerte Gewaltdarstellungen charakterisiert. In dem Roman La fila india (2013, dt. Die Verbrannten) muss eine Ermittlerin gegen heftige Widerstände den Mord an zahlreichen Migranten (Mexiko als Transitland) aufklären, die durch Brandstiftung in ihrer Notunterkunft ums Leben gekommen sind.
Als DAAD-Stipendiat konnte Ortuño samt Frau und Töchtern 2018/19 ein Jahr lang in Berlin leben und arbeiten. Die spanische und die deutsche Ausgabe des Romans Die Verschwundenen erschienen im Juni 2019 nahezu zeitgleich. Es ist die Geschichte eines aus Loyalität zu seinem kriminellen Schwiegervater, Frau und Kind, langjährig unschuldig im Gefängnis gesessenen Protagonisten, der sich nach seiner Entlassung im Milieu der organisierten Kriminalität der westmexikanischen Millionenstadt Guadalajara zurechtfinden muss.

## Werke

### Romane
- El buscador de cabezas, 2006
- Recursos humanos, 2007
- Ánima, 2011
- La fila India, 2013
  - Die Verbrannten, Roman, Übersetzung Nora Haller. München : Verlag Antje Kunstmann, 2015. ISBN 978-3-95614-055-6.
- Méjico, 2015
  - Madrid, Mexiko, Roman, Übersetzung Hans-Joachim Hartstein. München : Antje Kunstmann, 2017. ISBN 978-3-95614-165-2.
- El rastro, 2016
- Olinka, 2019
  - Die Verschwundenen, Roman, Übersetzung Hans-Joachim Hartstein. München : Antje Kunstmann, 2019. ISBN 978-3-95614-285-7.

### Erzählbände
- El jardín japonés, 2006
- La Señora Rojo, 2010
- Agua corriente, 2015
- La vaga ambición, 2017

## Auszeichnungen
- 2007 Mit Recursos humanos für den Premio Herralde de Novela nominiert.
- 2017 Premio de Narrativa Breve Ribera del Duero für La vaga ambición
- 2018 Premio Bellas Artes de Cuento Hispanoamericano Nellie Campobello für La vaga ambición

## Belege
1. 1 2  Autorenprofil Antonio Ortuño (Memento des Originals vom 22. Januar 2021 im Internet Archive)  Info: Der Archivlink wurde automatisch eingesetzt und noch nicht geprüft. Bitte prüfe Original- und Archivlink gemäß Anleitung und entferne dann diesen Hinweis. beim Internationalen Literaturfestival Berlin, abgerufen am 3. Juli 2019.
2. ↑  Antonio Ortuños Roman „Die Verschwundenen“: „Im Kreis der Gewalt“, Der Tagesspiegel vom 13. Juni 2019, abgerufen am 3. Juli 2019.
3. ↑  Sigrid Löffler: „Zornige Abrechnung mit Gewalt und Korruption in Mexiko“, Deutschlandfunk Kultur vom 20. Juni 2019, abgerufen am 3. Juli 2019.

| Personendaten    | Personendaten                               |
| ---------------- | ------------------------------------------- |
| NAME             | Ortuño, Antonio                             |
| ALTERNATIVNAMEN  | Ortuño Sahagún, Antonio                     |
| KURZBESCHREIBUNG | mexikanischer Journalist und Schriftsteller |
| GEBURTSDATUM     | 1976                                        |
| GEBURTSORT       | Zapopan                                     |